# Meksyk na Letnich Igrzyskach Olimpijskich 2024
Meksyk na Letnich Igrzyskach Olimpijskich 2024 reprezentowało 107 zawodników: 45 mężczyzn i 62 kobiety. Był to 24 występ reprezentacji w letnich IO.

## Zdobyte medale
| Medal   | Zawodnik                                         | Dyscyplina    | Konkurencja                       | Rezultat | Data       |
| ------- | ------------------------------------------------ | ------------- | --------------------------------- | -------- | ---------- |
| Srebrny | Prisca Awiti Alcaraz                             | Judo          | do 63 kg (k)                      | 2.       | 30 lipca   |
| Srebrny | Osmar Olvera Juan Celaya                         | Skoki do wody | trampolina 3 m synchronicznie (m) | 444,03   | 2 sierpnia |
| Srebrny | Marco Verde                                      | Boks          | do 71 kg (m)                      | 2        | 9 sierpnia |
| Brąz    | Ángela Ruiz Alejandra Valencia Ana Paula Vázquez | Łucznictwo    | turniej drużynowy (k)             | 3.       | 28 lipca   |
| Brąz    | Osmar Olvera                                     | Skoki do wody | trampolina 3 m indywidualnie (m)  | 500,40   | 8 sierpnia |

## Skład reprezentacji

### Badminton
| Zawodnik           | Konkurencja        | Faza grupowa                             | Faza grupowa | 1/8 finału       | Ćwierćfinały     | Półfinały        | Finał            | Źródło |
| Zawodnik           | Konkurencja        | Przeciwnicy Wynik                        | Pozycja      | Przeciwnik Wynik | Przeciwnik Wynik | Przeciwnik Wynik | Przeciwnik Wynik | Źródło |
| ------------------ | ------------------ | ---------------------------------------- | ------------ | ---------------- | ---------------- | ---------------- | ---------------- | ------ |
| Luis Ramón Garrido | gra pojedyńcza (m) | Chou Tien-chen P 0-2 Lee Cheuk Yiu P 1-2 | 3            | NQ               | NQ               | NQ               | NQ               | [ 1 ]  |

### Boks
| Zawodnik              | Konkurencja    | 1/32                | 1/16                     | Ćwierćfinał       | Półfinał               | Finał                         | Miejsce | Źródło |
| Zawodnik              | Konkurencja    | Przeciwnik Wynik    | Przeciwnik Wynik         | Przeciwnik Wynik  | Przeciwnik Wynik       | Przeciwnik Wynik              | Miejsce | Źródło |
| --------------------- | -------------- | ------------------- | ------------------------ | ----------------- | ---------------------- | ----------------------------- | ------- | ------ |
| Miguel Ángel Martínez | do 63,5 kg (m) | BYE                 | Ruslan Abdullaev P 0–5   | NQ                | NQ                     | NQ                            | =9      |        |
| Marco Verde           | do 71 kg (m)   | BYE                 | Tiago Muxanga W 3-2      | Nishant Dev W 4-1 | Lewis Richardson W 3-2 | Asadkhuja Muydinkhujaev P 0-5 | srebro  |        |
| Fátima Herrera        | do 50 kg (k)   | Laura Fuertes W 3-2 | Buse Naz Çakıroğlu P 0-5 | NQ                | NQ                     | NQ                            | =9      |        |
| Citlalli Ortiz        | do 75 kg (k)   | BYE                 | Caitlin Parker p 0-5     | NQ                | NQ                     | NQ                            | =9      |        |

### Gimnastyka

#### sportowa
| Zawodnik         | Konkurencja               | Eliminacje | Eliminacje | Eliminacje | Eliminacje | Eliminacje | Pozycja | Źródło |
| Zawodnik         | Konkurencja               | Przyrząd   | Przyrząd   | Przyrząd   | Przyrząd   | Razem      | Pozycja | Źródło |
| Zawodnik         | Konkurencja               | V          | UB         | BB         | F          | Razem      | Pozycja | Źródło |
| ---------------- | ------------------------- | ---------- | ---------- | ---------- | ---------- | ---------- | ------- | ------ |
| Natalia Escalera | wielobój indywidualny (k) | —          | 12,800     | —          | —          | DNF        |         |        |
| Alexa Moreno     | wielobój indywidualny (k) | 14,166     | 12,633     | 11,200     | 12,800     | 50,799     | 43      |        |
| Ahtziri Sandoval | wielobój indywidualny (k) | 12,500     | 12,266     | 11,733     | 11,833     | 48,332     | 54      |        |

#### artystyczna
| Zawodnik                                                                  | Konkurencja      | Eliminacje | Eliminacje          | Eliminacje | Eliminacje | Finał   | Finał               | Finał | Finał   | Źródło |
| Zawodnik                                                                  | Konkurencja      | 5 piłek    | 3 obręcze 2 maczugi | Razem      | Pozycja    | 5 piłek | 3 obręcze 2 maczugi | Razem | Pozycja | Źródło |
| ------------------------------------------------------------------------- | ---------------- | ---------- | ------------------- | ---------- | ---------- | ------- | ------------------- | ----- | ------- | ------ |
| Dalia Alcocer Sofia Flores Julia Gutiérrez Kimberly Salazar Adirem Tejeda | zawody drużynowe | 29,700     | 27,800              | 57,500     | 12.        | NQ      | NQ                  | NQ    |         | [ 2 ]  |

### Golf
| Zawodnik      | Konkurencja | Runda 1 | Runda 2 | Runda 3 | Runda 4 | Łącznie | Łącznie | Łącznie | Źródło |
| Zawodnik      | Konkurencja | Wynik   | Wynik   | Wynik   | Wynik   | Wynik   | Par     | Pozycja | Źródło |
| ------------- | ----------- | ------- | ------- | ------- | ------- | ------- | ------- | ------- | ------ |
| Gaby López    | kobiety     | 70      | 74      | 76      | 70      | 290     | +2      | T29     | [ 3 ]  |
| María Fassi   | kobiety     | 78      | 82      | 74      | 75      | 309     | +21     | 58      | [ 3 ]  |
| Carlos Ortiz  | mężczyźni   | 68      | 70      | 70      | 71      | 279     | -5      | T26     |        |
| Abraham Ancer | mężczyźni   | 70      | 71      | 71      | 70      | 282     | -2      | T35     |        |

### Jeździectwo
Skoki przez przeszkody
| Zawodnik                                               | Konkurencja   | Koń                                   | Kwalifikacje | Kwalifikacje | Finał | Finał | Finał | Źródło |
| Zawodnik                                               | Konkurencja   | Koń                                   | Kary         | Poz.         | Kary  | Czas  | Poz.  | Źródło |
| ------------------------------------------------------ | ------------- | ------------------------------------- | ------------ | ------------ | ----- | ----- | ----- | ------ |
| Federico Fernández                                     | indywidualnie | Romeo                                 | 8            | 49.          | NQ    | NQ    | NQ    |        |
| Eugenio Garza                                          | indywidualnie | Contago                               | 4            | 40.          | NQ    | NQ    | NQ    |        |
| Andrés Azcárraga                                       | indywidualnie | Contendros 2                          | 0            | 18 Q         | EL    |       |       |        |
| Federico Fernández Eugenio Garza Carlos Hank Guerreiro | drużynowe     | Romeo Contago H5 Porthos Maestro WH Z | 20           | 10 Q         | WD*   |       |       |        |

- Drużyna Meksyku wycofała się z rywalizacji drużynowej, ponieważ koń H5 Porthos Maestro WH Z doznał kontuzji.

### Judo

#### Indywidualnie
| Zawodnik             | Konkurencja | 1/32                    | 1/16 finału              | Ćwierćfinał             | Półfinał                | Repasaże         | Finał / 3. miejsce   | Pozycja | Źródła |
| Zawodnik             | Konkurencja | Przeciwnik Wynik        | Przeciwnik Wynik         | Przeciwnik Wynik        | Przeciwnik Wynik        | Przeciwnik Wynik | Przeciwnik Wynik     | Pozycja | Źródła |
| -------------------- | ----------- | ----------------------- | ------------------------ | ----------------------- | ----------------------- | ---------------- | -------------------- | ------- | ------ |
| Paulina Martínez     | - 52 kg (k) | Mascha Ballhaus P 00-11 | NQ                       | NQ                      | NQ                      | NQ               | NQ                   | NQ      |        |
| Prisca Awiti Alcaraz | - 63 kg (k) | Nigara Shaheen W 10-00  | Angelika Szymańska W 1-0 | Lubjana Piovesana W 1-0 | Katarina Krišto W 11-00 | —                | Andreja Leški P 1-10 | srebro  |        |

### Kajakarstwo

#### Kajakarstwo klasyczne
| Zawodnik                      | Konkurencja   | Eliminacje | Eliminacje | Ćwierćfinały | Ćwierćfinały | Półfinały | Półfinały | Finał A/B | Finał A/B | Źródło |
| Zawodnik                      | Konkurencja   | Czas       | Pozycja    | Czas         | Pozycja      | Czas      | Pozycja   | Czas      | Pozycja   | Źródło |
| ----------------------------- | ------------- | ---------- | ---------- | ------------ | ------------ | --------- | --------- | --------- | --------- | ------ |
| Karina Alanís                 | K-1 500 m (k) | 1:56,30    | 6 Q        | 1:52,86      | 5 Q          | 1:53,83   | 8         | NQ        | 27.       |        |
| Beatriz Briones               | K-1 500 m (k) | 1:58,10    | 6 Q        | 1:53,05      | 3 Q          | 1:53,86   | 5 FC      | 1:54,53   | 21.       |        |
| Karina Alanís Beatriz Briones | K-2 500 m (k) | 1:44,87    | 5 Q        | 1:41,45      | 3 Q          | 1:40,39   | 5 FB      | 1:43,70   | 10.       |        |

#### Kajakarstwo górskie
| Zawodnik      | Konkurencja    | Eliminacje | Eliminacje | Eliminacje | Eliminacje | Eliminacje | Eliminacje | Półfinały | Półfinały | Finał | Finał   | Źródło |
| Zawodnik      | Konkurencja    | P 1        | M.         | P 2        | M.         | Razem      | M.         | Czas      | Miejsce   | Czas  | Miejsce | Źródło |
| ------------- | -------------- | ---------- | ---------- | ---------- | ---------- | ---------- | ---------- | --------- | --------- | ----- | ------- | ------ |
| Sofía Reinoso | Slalom K-1 (k) | 122,40     | 24         | 120,93     | 25         | 120,93     | 25         | NQ        | NQ        | NQ    | NQ      |        |

| Zawodnik      | Konkurencja   | Kwalifikacje | Kwalifikacje | Runda 1 | Repasaże | Eliminacje | Ćwierćfinały | Półfinały | Finał   | Pozycja | Źródło |
| Zawodnik      | Konkurencja   | Czas         | Miejsce      | Miejsce | Miejsce  | Miejsce    | Miejsce      | Miejsce   | Miejsce | Pozycja | Źródło |
| ------------- | ------------- | ------------ | ------------ | ------- | -------- | ---------- | ------------ | --------- | ------- | ------- | ------ |
| Sofía Reinoso | Cross K-1 (k) | 82,99        | 34           | 2 Q     | BYE      | 4          | NQ           | NQ        | NQ      | 28.     |        |

### Kolarstwo

#### Kolarstwo szosowe
| Zawodnik       | Konkurencja                    | Czas | Pozycja | Źródło |
| -------------- | ------------------------------ | ---- | ------- | ------ |
| Marcela Prieto | wyścig ze startu wspólnego (k) | DNF  | DNF     |        |

#### Kolarstwo torowe
Omnium
| Zawodnik         | Konkurencja | Scratch | Scratch | Wyścig tempowy | Wyścig tempowy | Wyścig eliminacyjny | Wyścig eliminacyjny | Wyścig punktowy | Wyścig punktowy | Wyścig punktowy | Suma punktów | Pozycja | Źródło |
| Zawodnik         | Konkurencja | Miejsce | Punkty  | Miejsce        | Punkty         | Miejsce             | Punkty              | Sprint          | Okrążenia       | Miejsce         | Suma punktów | Pozycja | Źródło |
| ---------------- | ----------- | ------- | ------- | -------------- | -------------- | ------------------- | ------------------- | --------------- | --------------- | --------------- | ------------ | ------- | ------ |
| Ricardo Peña     | mężczyźni   | 21      | 1       | 19             | 4              | 20                  | 2                   | 0               | -40             | 21              | -33          | 21.     |        |
| Victoria Velasco | kobiety     | 20      | 2       | 22             | -39            | 20                  | 2                   | 3               | 0               | 19              | 32           | 22.     | [ 4 ]  |

Keirin
| Zawodnik        | Konkurencja | Eliminacje | Repasaże | Ćwierćfinały | Półfinały | Finał   | Źródło |
| Zawodnik        | Konkurencja | Miejsce    | Miejsce  | Miejsce      | Miejsce   | Miejsce | Źródło |
| --------------- | ----------- | ---------- | -------- | ------------ | --------- | ------- | ------ |
| Daniela Gaxiola | kobiety     | 4          | 2 Q      | 4 SF         | 2 G       | 6.      |        |
| Yuli Verdugo    | kobiety     | 6          | 6        | NQ           | NQ        | NQ      |        |

Sprint
| Zawodnik        | Konk.   | Kwalifikacje         | Kwalifikacje | Runda 1                           | Repasaż 1                                       | Runda 2                         | Repasaż 2                       | Runda 3                         | Repasaż 3                       | Ćwierćfinały                    | Półfinały                       | Finał / 3. miejsce              | Finał / 3. miejsce | Źródło |
| Zawodnik        | Konk.   | Czas Prędkość (km/h) | Poz.         | Przeciwnik Czas Prędkość (km/h)   | Przeciwnik Czas Prędkość (km/h)                 | Przeciwnik Czas Prędkość (km/h) | Przeciwnik Czas Prędkość (km/h) | Przeciwnik Czas Prędkość (km/h) | Przeciwnik Czas Prędkość (km/h) | Przeciwnik Czas Prędkość (km/h) | Przeciwnik Czas Prędkość (km/h) | Przeciwnik Czas Prędkość (km/h) | Poz.               | Źródło |
| --------------- | ------- | -------------------- | ------------ | --------------------------------- | ----------------------------------------------- | ------------------------------- | ------------------------------- | ------------------------------- | ------------------------------- | ------------------------------- | ------------------------------- | ------------------------------- | ------------------ | ------ |
| Daniela Gaxiola | kobiety | 10,581 68,046        | 17           | Hetty van de Wouw P 11,070 66,158 | Miriam Vece Julie Nicolaes W 11,085 64,953      | Sophie Capewell P 10,887 66,605 | Martha Bayona P 11,212 64,976   | NQ                              | NQ                              | NQ                              | NQ                              | NQ                              | NQ                 | [ 5 ]  |
| Yuli Verdugo    | kobiety | 10,637               | 19           | Emma Hinze P 11,047 65,886        | Steffie van der Peet Bao Shanju P 11,156 64,545 | NQ                              | NQ                              | NQ                              | NQ                              | NQ                              | NQ                              | NQ                              | NQ                 | [ 5 ]  |

Sprint drużynowy
| Zawodnik                                     | Konkurencja | Kwalifikacje         | Kwalifikacje | Półfinały                        | Półfinały | Finał                            | Finał   | Źródło |
| Zawodnik                                     | Konkurencja | Czas Prędkość (km/h) | Miejsce      | Przeciwnik Wynik Prędkość (km/h) | Miejsce   | Przeciwnik Wynik Prędkość (km/h) | Miejsce | Źródło |
| -------------------------------------------- | ----------- | -------------------- | ------------ | -------------------------------- | --------- | -------------------------------- | ------- | ------ |
| Daniela Gaxiola Jessica Salazar Yuli Verdugo | Kobiety     | 46,587 57,956        | 6            | Niemcy · P 46,198 · 58,444       | 5         | Chiny · W 46,251 · 58,377        | 5.      |        |

#### Kolarstwo górskie
| Zawodnik             | Konkurencja       | Czas/Okrążenia | Pozycja | Źródło |
| -------------------- | ----------------- | -------------- | ------- | ------ |
| Adair Prieto         | cross-country (m) | 1:31,42        | 23.     | [ 6 ]  |
| Monserrath Rodríguez | cross-country (k) | -4 okr.        | 33.     |        |

### Lekkoatletyka

#### Konkurencje biegowe
| Zawodnik                   | Konkurencja                             | Kwalifikacje | Kwalifikacje | I Runda  | I Runda | Repasaże | Repasaże | Półfinał | Półfinał | Finał   | Finał   | Źródło |
| Zawodnik                   | Konkurencja                             | Wynik        | Miejsce      | Wynik    | Miejsce | Wynik    | Miejsce  | Wynik    | Miejsce  | Wynik   | Miejsce | Źródło |
| -------------------------- | --------------------------------------- | ------------ | ------------ | -------- | ------- | -------- | -------- | -------- | -------- | ------- | ------- | ------ |
| Cecilia Tamayo-Garza       | bieg na 100 m (k)                       | —            | —            | 11,39    | 5       | —        | —        | NQ       | NQ       | NQ      | NQ      |        |
| Cecilia Tamayo-Garza       | bieg na 200 m (k)                       | —            | —            | 23,65    | 7 R     | 23,49    | 5        | NQ       | NQ       | NQ      | NQ      |        |
| Paola Morán                | bieg na 400 m (k)                       | —            | —            | 51,04    | 3 Q     | BYE      | BYE      | 50,73    | 6        | NQ      | NQ      |        |
| Jesús Tonatiú López        | bieg na 800 m (m)                       | —            | —            | 1:45,82  | 5 R     | 1:45,13  | 1 Q      | NQ       | NQ       | NQ      | NQ      |        |
| Alma Delia Cortés          | bieg na 5000 m (k)                      | —            | —            | 15:45,33 | 18      | NQ       | NQ       | NQ       | NQ       | NQ      | NQ      |        |
| Laura Galván               | bieg na 5000 m (k)                      | —            | —            | 15:05,20 | 11      | NQ       | NQ       | NQ       | NQ       | NQ      | NQ      |        |
| Citlali Cristian           | maraton (k)                             | —            | —            | —        | —       | —        | —        | —        | —        | 2:30:03 | 27.     |        |
| Margarita Hernández        | maraton (k)                             | —            | —            | —        | —       | —        | —        | —        | —        | 2:37:24 | 63.     |        |
| Alegna González            | chód na 20 km (k)                       | —            | —            | —        | —       | —        | —        | —        | —        | 1:25:14 | 5.      |        |
| Ilse Guerrero              | chód na 20 km (k)                       | —            | —            | —        | —       | —        | —        | —        | —        | 1:37:10 | 39.     |        |
| Alejandra Ortega           | chód na 20 km (k)                       | —            | —            | —        | —       | —        | —        | —        | —        | 1:31:58 | 24.     |        |
| Alegna González Ever Palma | sztafeta mieszana na dystansie maratonu | —            | —            | —        | —       | —        | —        | —        | —        | 2:52:38 | 5.      |        |

#### Konkurencje techniczne
| Zawodnik       | Konkurencja        | Kwalifikacje | Kwalifikacje | Finał | Finał   | Źródło |
| Zawodnik       | Konkurencja        | Wynik        | Miejsce      | Wynik | Miejsce | Źródło |
| -------------- | ------------------ | ------------ | ------------ | ----- | ------- | ------ |
| Diego del Real | rzut młotem (m)    | 72,10        | 22           | NQ    | NQ      |        |
| Edgar Rivera   | skok wzwyż (m)     | 2,20         | = 15         | NQ    | NQ      |        |
| Erick Portillo | skok wzwyż (m)     | 2,20         | = 15         | NQ    | NQ      |        |
| Uziel Muñoz    | pchnięcie kulą (m) | 21,22        | 8 q          | 20,88 | 8.      |        |

### Łucznictwo
| Zawodnik                                         | Konkurencja       | Runda rankingowa | Runda rankingowa | 1/32 finału            | 1/16 finału              | 1/8 finału           | Ćwierćfinały       | Półfinały        | Finał            | Finał   | Źródło |
| Zawodnik                                         | Konkurencja       | Wynik            | Miejsce          | Przeciwnik Wynik       | Przeciwnik Wynik         | Przeciwnik Wynik     | Przeciwnik Wynik   | Przeciwnik Wynik | Przeciwnik Wynik | Pozycja | Źródło |
| ------------------------------------------------ | ----------------- | ---------------- | ---------------- | ---------------------- | ------------------------ | -------------------- | ------------------ | ---------------- | ---------------- | ------- | ------ |
| Matías Grande                                    | indywidualnie (m) | 676              | 11               | Baatarkhuyagiin W 7-1  | Jorge Enríquez W 6-2     | Baptiste Addis P 4-6 | NQ                 | NQ               | NQ               | =9.     |        |
| Bruno Martínez                                   | indywidualnie (m) | 653              | 44               | Hugo Franco P 3-7      | NQ                       | NQ                   | NQ                 | NQ               | NQ               | =33.    |        |
| Carlos Rojas                                     | indywidualnie (m) | 643              | 55               | Berkim Tümer P 4-6     | NQ                       | NQ                   | NQ                 | NQ               | NQ               | =33.    |        |
| Ángela Ruiz                                      | indywidualnie (k) | 658              | 34               | Bryony Pitman P 2-6    | NQ                       | NQ                   | NQ                 | NQ               | NQ               | = 33    |        |
| Alejandra Valencia                               | indywidualnie (k) | 669              | 8                | Mucino-Fernandez W 6-2 | Weronika Marchenko W 6-4 | Li Jiaman W 6-5      | Lim Si-hyeon P 4-6 | NQ               | NQ               | 6.      |        |
| Ana Paula Vázquez                                | indywidualnie (k) | 659              | 20               | Charline Schwarz P 4-6 | NQ                       | NQ                   | NQ                 | NQ               | NQ               | = 33    |        |
| Ángela Ruiz Alejandra Valencia Ana Paula Vázquez | drużynowo (k      | 1986             | 3                | —                      | —                        | BYE                  | Niemcy W 5-1       | Chiny P 3-5      | Holandia W 6-2   | brąz    |        |
| Matías Grande Bruno Martínez Carlos Rojas        | drużynowo (m)     | 1972             | 9                | —                      | —                        | Japonia P 1-7        | NQ                 | NQ               | NQ               | 9.      |        |
| Adam Li, Marie Horáčková                         | mikst             | 1345             | 7 Q              | —                      | Brazylia W 5-1           | Niemcy P 1-5         | NQ                 | NQ               | NQ               | 8.      |        |

### Pięciobój nowoczesny
| Zawodnik           | Konkurencja | Konkurencja | Szermierka      | Szermierka | Szermierka | Pływanie | Pływanie | Pływanie | Jazda konna | Jazda konna | Kombinacja: strzelanie/bieg przełajowy | Kombinacja: strzelanie/bieg przełajowy | Kombinacja: strzelanie/bieg przełajowy | Suma punktów | Pozycja | Źródło |
| Zawodnik           | Konkurencja | Konkurencja | Wynik (wygrane) | M.         | Punkty     | Czas     | M.       | Punkty   | M.          | Punkty      | Czas                                   | M.                                     | Punkty                                 | Suma punktów | Pozycja | Źródło |
| ------------------ | ----------- | ----------- | --------------- | ---------- | ---------- | -------- | -------- | -------- | ----------- | ----------- | -------------------------------------- | -------------------------------------- | -------------------------------------- | ------------ | ------- | ------ |
| Duilio Carrillo    | mężczyźni   | Półfinał    | 14              | 28         | 195        | 2:07,39  | 15       | 279      | 16          | 300         | 10:17,52                               | 10                                     | 683                                    | 1453         | 15.     | [ 7 ]  |
| Duilio Carrillo    | mężczyźni   | Finał       | NQ              | NQ         | NQ         | NQ       | NQ       | NQ       | NQ          | NQ          | NQ                                     | NQ                                     | NQ                                     | NQ           | NQ      | [ 7 ]  |
| Emiliano Hernández | mężczyźni   | Półfinał    | 17              | 21         | 220        | 2:04,82  | 10       | 301      | 7           | 293         | 10:05,89                               | 5                                      | 669                                    | 1509         | 3 Q     | [ 7 ]  |
| Emiliano Hernández | mężczyźni   | Finał       | 17              | 21         | 222        | 2:03,39  | 9        | 304      | 13          | 286         | 09:40,80                               | 1                                      | 720                                    | 1532         | 4.      | [ 7 ]  |
| Mayan Oliver       | kobiety     | Półfinał    | 18              | 12         | 215        | 2:26,21  | 17       | 258      | 6           | 300         | 11:27,41                               | 5                                      | 613                                    | 1386         | 11.     | [ 8 ]  |
| Mayan Oliver       | kobiety     | Finał       | NQ              | NQ         | NQ         | NQ       | NQ       | NQ       | NQ          | NQ          | NQ                                     | NQ                                     | NQ                                     | NQ           | NQ      | [ 8 ]  |
| Mariana Arceo      | kobiety     | Półfinał    | 12              | 35         | 193        | 2:15,78  | 6        | 279      | EL          | EL          | 11:38,41                               | 7                                      | 602                                    | 1074         | 18.     | [ 8 ]  |
| Mariana Arceo      | kobiety     | Finał       | NQ              | NQ         | NQ         | NQ       | NQ       | NQ       | NQ          | NQ          | NQ                                     | NQ                                     | NQ                                     | NQ           | NQ      | [ 8 ]  |

### Pływanie
| Zawodnik        | Konkurencja                   | Eliminacje | Eliminacje | Półfinał | Półfinał | Finał     | Finał | Źródło |
| Zawodnik        | Konkurencja                   | Czas       | Poz.       | Czas     | Poz.     | Czas      | Poz.  | Źródło |
| --------------- | ----------------------------- | ---------- | ---------- | -------- | -------- | --------- | ----- | ------ |
| Gabriel Castaño | 50 m stylem dowolnym (m)      | 21,89      | 11 Q       | 21,99    | 15       | NQ        | NQ    |        |
| Jorge Iga       | 100 m stylem dowolnym (m)     | 49,28      | 32         | NQ       | NQ       | NQ        | NQ    |        |
| Jorge Iga       | 200 m stylem dowolnym (m)     | 1:48,38    | 20         | NQ       | NQ       | NQ        | NQ    |        |
| Miguel de Lara  | 100 m stylem klasycznym (m)   | DSQ        | DSQ        | —        | —        | —         | —     |        |
| Miguel de Lara  | 200 m stylem klasycznym (m)   | 2:11,16    | 17 q       | 2:11,28  | 16       | NQ        | NQ    |        |
| Celia Pulido    | 100 m stylem grzbietowym (k)  | 1:01,10    | 21         | NQ       | NQ       | NQ        | NQ    |        |
| Paulo Strehlke  | 10 km na otwartym akwenie (m) | —          | —          | —        | —        | 1:56:28,4 | 12    |        |
| Martha Sandoval | 10 km na otwartym akwenie (k) | —          | —          | —        | —        | 2:07:24,9 | 19    |        |

### Pływanie synchroniczne
| Zawodnik | Konkurencja | Układ techniczny | Układ techniczny | Układ dowolny | Układ dowolny | Układ akrobatyczny | Układ akrobatyczny | Rezultat | Miejsce | Źródło |
| Zawodnik | Konkurencja | Wynik            | Miejsce          | Wynik         | Miejsce       | Wynik              | Miejsce            | Rezultat | Miejsce | Źródło |
| --- | ----------- | ---------------- | ---------------- | ------------- | ------------- | ------------------ | ------------------ | -------- | ------- | ------ |
| Nuria Diosdado Joana Jiménez                                                                                                | duety       | 238,9383         | 11               | 232,6563      | 12            | —                  | —                  | —        | 12      | [ 9 ]  |
| Regina Alférez María Arellano Nuria Diosdado Itzamary González Joana Jiménez Luisa Rodríguez Jessica Sobrino Pamela Toscano | drużyny     | 242,9491         | 8                | 347,3874      | 3             | 263,4567           | 5                  | 853,7932 | 7       |        |

### Podnoszenie ciężarów
| Zawodnik     | Konkurencja | Rwanie | Rwanie  | Podrzut | Podrzut | Razem | Pozycja | Źródło |
| Zawodnik     | Konkurencja | Wynik  | Pozycja | Wynik   | Pozycja | Razem | Pozycja | Źródło |
| ------------ | ----------- | ------ | ------- | ------- | ------- | ----- | ------- | ------ |
| Janeth Gómez | - 59 kg (k) | 95     | 11      | 122     | 8       | 217   | 8.      |        |

### Skoki do wody
| Zawodnik                          | Konkurencja                       | Eliminacje | Eliminacje | Półfinał | Półfinał | Finał  | Finał   | Źródło |
| Zawodnik                          | Konkurencja                       | Wynik      | Pozycja    | Wynik    | Pozycja  | Wynik  | Pozycja | Źródło |
| --------------------------------- | --------------------------------- | ---------- | ---------- | -------- | -------- | ------ | ------- | ------ |
| Kevin Muñoz                       | trampolina 3 m indywidualnie (m)  | 362,05     | 19         | NQ       | NQ       | NQ     | NQ      | [ 10 ] |
| Osmar Olvera                      | trampolina 3 m indywidualnie (m)  | 444,15     | 5 Q        | 463,75   | 4 Q      | 500,40 | brąz    | [ 10 ] |
| Alejandra Estudillo               | trampolina 3 m indywidualnie (k)  | 276,45     | 17 Q       | 317,05   | 5 Q      | 301,95 | 6.      | [ 11 ] |
| Aranza Vázquez                    | trampolina 3 m indywidualnie (k)  | 321,75     | 2 Q        | 248,20   | 16       | NQ     | NQ      | [ 11 ] |
| Juan Celaya Osmar Olvera          | trampolina 3 m synchronicznie (m) | —          | —          | —        | —        | 444,03 | srebro  | [ 12 ] |
| Kevin Berlín                      | wieża 10 m indywidualnie (m)      | 407,15     | 11 Q       | 428,65   | 8 Q      | 420,65 | 9.      |        |
| Randal Willars                    | wieża 10 m indywidualnie (m)      | 460,75     | 6 Q        | 432,45   | 7 Q      | 478,40 | 5       |        |
| Gabriela Agúndez                  | wieża 10 m indywidualnie (k)      | 306,95     | 6 Q        | 295 ,00  | 9 Q      | 350,40 | 5.      |        |
| Alejandra Orozco                  | wieża 10 m indywidualnie (k)      | 320,80     | 4 Q        | 312,00   | 5 Q      | 320,60 | 8.      |        |
| Kevin Berlín Randal Willars       | wieża 10 m synchronicznie (m)     | —          | —          | —        | —        | 418,65 | 4.      |        |
| Gabriela Agúndez Alejandra Orozco | wieża 10 m synchronicznie (k)     | —          | —          | —        | —        | 297,66 | 5.      |        |

### Strzelectwo
| Zawodnik                     | Konkurencja                                   | Kwalifikacje | Kwalifikacje | Finał | Finał   | Źródło |
| Zawodnik                     | Konkurencja                                   | Wynik        | Pozycja      | Wynik | Pozycja | Źródło |
| ---------------------------- | --------------------------------------------- | ------------ | ------------ | ----- | ------- | ------ |
| Edson Ramírez                | karabin pneumatyczny 10 m (m)                 | 627,8        | 23           | NQ    | NQ      |        |
| Carlos Quezada               | karabin pneumatyczny 10 m (m)                 | 621,6        | 44           | NQ    | NQ      |        |
| Carlos Quezada               | karabin małokalibrowy, trzy postawy, 50 m (m) | 579-27x      | 36           | NQ    | NQ      |        |
| Goretti Zumaya               | karabin pneumatyczny 10 m (k)                 | 627,4        | 20           | NQ    | NQ      |        |
| Alejandra Zavala             | pistolet pneumatyczny 10 m (k)                | 573-13x      | 17           | NQ    | NQ      |        |
| Alejandra Zavala             | pistolet sportowy, 25 m (k)                   | 580-17x      | 20           | NQ    | NQ      |        |
| Gabriela Rodríguez           | Skeet (k)                                     | 120+7+0      | 7            | NQ    | NQ      |        |
| Goretti Zumaya Edson Ramírez | karabin pneumatyczny 10 m (mikst)             | 628,6        | 7            | NQ    | NQ      |        |

### Surfing
| Zawodnik     | Konkurencja | Runda 1 | Runda 1 | Runda 2                  | Runda 3                 | Ćwierćfinał      | Półfinał         | Finał/BM         | Źródło |
| Zawodnik     | Konkurencja | Wynik   | Pozycja | Przeciwnik Wynik         | Przeciwnik Wynik        | Przeciwnik Wynik | Przeciwnik Wynik | Przeciwnik Wynik | Źródło |
| ------------ | ----------- | ------- | ------- | ------------------------ | ----------------------- | ---------------- | ---------------- | ---------------- | ------ |
| Alan Cleland | mężczyźni   | 14,34   | 2 R2    | Andy Criere W 15,17-4,43 | Joan Duru P 15,17-18,13 | NQ               | NQ               | =9.              | [ 13 ] |

### Szermierka
| Zawodnik   | Konkurencja              | 1/64 finału              | 1/32 finału           | 1/16 finału      | Ćwierćfinały     | Półfinał         | Finał            | Pozycja | Źródło |
| Zawodnik   | Konkurencja              | Przeciwnik Wynik         | Przeciwnik Wynik      | Przeciwnik Wynik | Przeciwnik Wynik | Przeciwnik Wynik | Przeciwnik Wynik | Pozycja | Źródło |
| ---------- | ------------------------ | ------------------------ | --------------------- | ---------------- | ---------------- | ---------------- | ---------------- | ------- | ------ |
| Gibrán Zea | szabla indywidualnie (m) | Mohammad Fotouhi W 15-13 | Sandro Bazadze P 6-15 | NQ               | NQ               | NQ               | NQ               | 32.     |        |

### Taekwondo
| Zawodnik        | Konkurencja | 1/16 finału      | 1/8 finału         | Ćwierćfinały       | Repasaż                 | Finał/BM                  | Pozycja | Źródło |
| Zawodnik        | Konkurencja | Przeciwnik Wynik | Przeciwnik Wynik   | Przeciwnik Wynik   | Przeciwnik Wynik        | Przeciwnik Wynik          | Pozycja | Źródło |
| --------------- | ----------- | ---------------- | ------------------ | ------------------ | ----------------------- | ------------------------- | ------- | ------ |
| Carlos Sansores | + 80 kg (m) | —                | Gomis W 2-0        | Arian Salimi P 1-2 | Nikita Rafalovich W 2-1 | Cheick Sallah Cissé P 1-2 | =5.     |        |
| Daniela Souza   | - 49 kg (k) | —                | Ikram Dhahri P 1-2 | NQ                 | NQ                      | NQ                        | =11.    |        |

### Tenis stołowy
| Zawodnik      | Konkurencja        | Eliminacje       | 1/32 finału                                   | 1/16 finału      | 1/8 finału       | Ćwierćfinały     | Półfinały        | Finał            | Finał   | Źródło |
| Zawodnik      | Konkurencja        | Przeciwnik Wynik | Przeciwnik Wynik                              | Przeciwnik Wynik | Przeciwnik Wynik | Przeciwnik Wynik | Przeciwnik Wynik | Przeciwnik Wynik | Pozycja | Źródło |
| ------------- | ------------------ | ---------------- | --------------------------------------------- | ---------------- | ---------------- | ---------------- | ---------------- | ---------------- | ------- | ------ |
| Marcos Madrid | gra pojedyńcza (m) | BYE              | Dimitrij Ovtcharov P (3-11, 7-11, 3-11, 5-11) | NQ               | NQ               | NQ               | NQ               | NQ               | = 33.   |        |
| Daniela Souza | gra pojedyńcza (k) | BYE              | Sofia Polcanova P (4-11, 3-11, 4-11, 8-11)    | NQ               | NQ               | NQ               | NQ               | NQ               | = 33.   |        |

### Triathlon

#### Indywidualnie
| Zawodnik          | Konkurencja | Pływanie | Zmiana 1 | Jazda na rowerze | Zmiana 2 | Bieg  | Czas    | Pozycja | Źródło |
| ----------------- | ----------- | -------- | -------- | ---------------- | -------- | ----- | ------- | ------- | ------ |
| Lizeth Rueda      | kobiety     | 23:55    | 0:53     | 57:58            | 0:38     | 37:52 | 2:01:18 | 30.     |        |
| Rosa María Tapia  | kobiety     | 24:12    | 0:53     | 57:44            | 0:27     | 35:13 | 1:58:29 | 18.     |        |
| Crisanto Grajales | mężczyźni   | 21:24    | 0:53     | 54:34            | 0:26     | 32:45 | 1:50:02 | 39.     |        |
| Aram Peñaflor     | mężczyźni   | 23:07    | 0:49     | 54:27            | 0:27     | 32:56 | 1:51:46 | 47      |        |

#### Sztafeta mieszana
| Zawodnik          | Konkurencja       | Pływanie (300 m) | Zmiana 1 | Jazda na rowerze (7 km) | Zmiana 2 | Bieg (2 km) | Czas  | Łącznie | Pozycja | Źródło |
| ----------------- | ----------------- | ---------------- | -------- | ----------------------- | -------- | ----------- | ----- | ------- | ------- | ------ |
| Aram Peñaflor     | sztafeta mieszana | 4:24             | 1:03     | 9:28                    | 0,26     | 5:13        | 20:34 | 1:29:20 | 13.     | [ 14 ] |
| Rosa María Tapia  | sztafeta mieszana | 4:55             | 1:04     | 10:25                   | 0:26     | 5:41        | 22:31 | 1:29:20 | 13.     | [ 14 ] |
| Crisanto Grajales | sztafeta mieszana | 4:32             | 1:02     | 10:00                   | 0:27     | 5:44        | 21:45 | 1:29:20 | 13.     | [ 14 ] |
| Lizeth Rueda      | sztafeta mieszana | 5:32             | 1:08     | 10:55                   | 0:31     | 6:24        | 24:30 | 1:29:20 | 13.     | [ 14 ] |

### Wioślarstwo
| Zawodnik                     | Konkurencja                      | Eliminacje | Eliminacje | Repasaże | Repasaże | Ćwierćfinał | Ćwierćfinał | Półfinał | Półfinał | Finał   | Finał   | Źródło |
| Zawodnik                     | Konkurencja                      | Wynik      | Pozycja    | Wynik    | Pozycja  | Wynik       | Pozycja     | Wynik    | Pozycja  | Wynik   | Pozycja | Źródło |
| ---------------------------- | -------------------------------- | ---------- | ---------- | -------- | -------- | ----------- | ----------- | -------- | -------- | ------- | ------- | ------ |
| Miguel Carballo Alexis López | dwójka podwójna wagi lekkiej (m) | 6:37,46    | 4 R        | 6:47,60  | 3 SA/B   | —           | —           | 6:37,43  | 6 FB     | 6:25,84 | 10.     |        |
| Kenia Lechuga                | jedynka (k)                      | 7:46,11    | 3 Q        | BYE      | BYE      | 7:50,35     | 5 SC/D      | 7:58,00  | 2 FC     | 7:31,99 | 16.     |        |

### Zapasy
| Zawodnik          | Konkurencja | 1/8 finału                  | Ćwierćfinał      | Półfinał         | Repasaż          | Finał/ Pojedynek o 3. miejsce | Finał/ Pojedynek o 3. miejsce | Źródło |
| Zawodnik          | Konkurencja | Przeciwnik Wynik            | Przeciwnik Wynik | Przeciwnik Wynik | Przeciwnik Wynik | Przeciwnik Wynik              | Pozycja                       | Źródło |
| ----------------- | ----------- | --------------------------- | ---------------- | ---------------- | ---------------- | ----------------------------- | ----------------------------- | ------ |
| Roman Bravo-Young | - 57 kg (m) | Arsen Harutiunian P 3-13 SP | NQ               | NQ               | NQ               | NQ                            | NQ                            |        |
| Austin Gomez      | - 65 kg (m) | Hacı Əliyev P 0-7 PO        | NQ               | NQ               | NQ               | NQ                            | NQ                            |        |

### Żeglarstwo
Konkurencje eliminacyjne
| Zawodnik        | Konkurencja | Wyścig | Wyścig | Wyścig | Wyścig | Wyścig | Wyścig | Wyścig | Wyścig | Wyścig | Wyścig | Wyścig | Wyścig | Wyścig | Wyścig | Wyścig    | Wyścig    | Wyścig    | Wyścig    | Wyścig    | Wyścig    | Wyścig | Wyścig | Wyścig  | Wyścig      | Wyścig   | Wyścig | Pozycja | Źródło |
| Zawodnik        | Konkurencja | 1      | 2      | 3      | 4      | 5      | 6      | 7      | 8      | 9      | 10     | 11     | 12     | 13     | 14     | 15        | 16        | 17        | 18        | 19        | 20        | Razem  | Punkty | Pozycja | Ćwierćfinał | Półfinał | Finał  | Pozycja | Źródło |
| --------------- | ----------- | ------ | ------ | ------ | ------ | ------ | ------ | ------ | ------ | ------ | ------ | ------ | ------ | ------ | ------ | --------- | --------- | --------- | --------- | --------- | --------- | ------ | ------ | ------- | ----------- | -------- | ------ | ------- | ------ |
| Mariana Aguilar | iQFoil (k)  | 15     | 7      | 14     | BFD    | 19     | 18     | 5      | 15     | 16     | 14     | 10     | 3      | 13     | 8      | Anulowane | Anulowane | Anulowane | Anulowane | Anulowane | Anulowane | 182    | 138    | 13      | NQ          | NQ       | NQ     | 13.     |        |

Konkurencje z wyścigiem medalowym
| Zawodnik      | Konkurencja | Wyścig | Wyścig | Wyścig | Wyścig | Wyścig | Wyścig | Wyścig | Wyścig | Wyścig | Wyścig | Wyścig    | Punkty | Finałowa pozycja | Źródło |
| Zawodnik      | Konkurencja | 1      | 2      | 3      | 4      | 5      | 6      | 7      | 8      | 9      | 10     | Meda lowy | Punkty | Finałowa pozycja | Źródło |
| ------------- | ----------- | ------ | ------ | ------ | ------ | ------ | ------ | ------ | ------ | ------ | ------ | --------- | ------ | ---------------- | ------ |
| Elena Oetling | ILCA 6 (k)  | 27     | 31     | 17     | 30     | 27     | 25     | 16     | 24     | 5      | C      | EL        | 202    | 19.              |        |